# Fosa

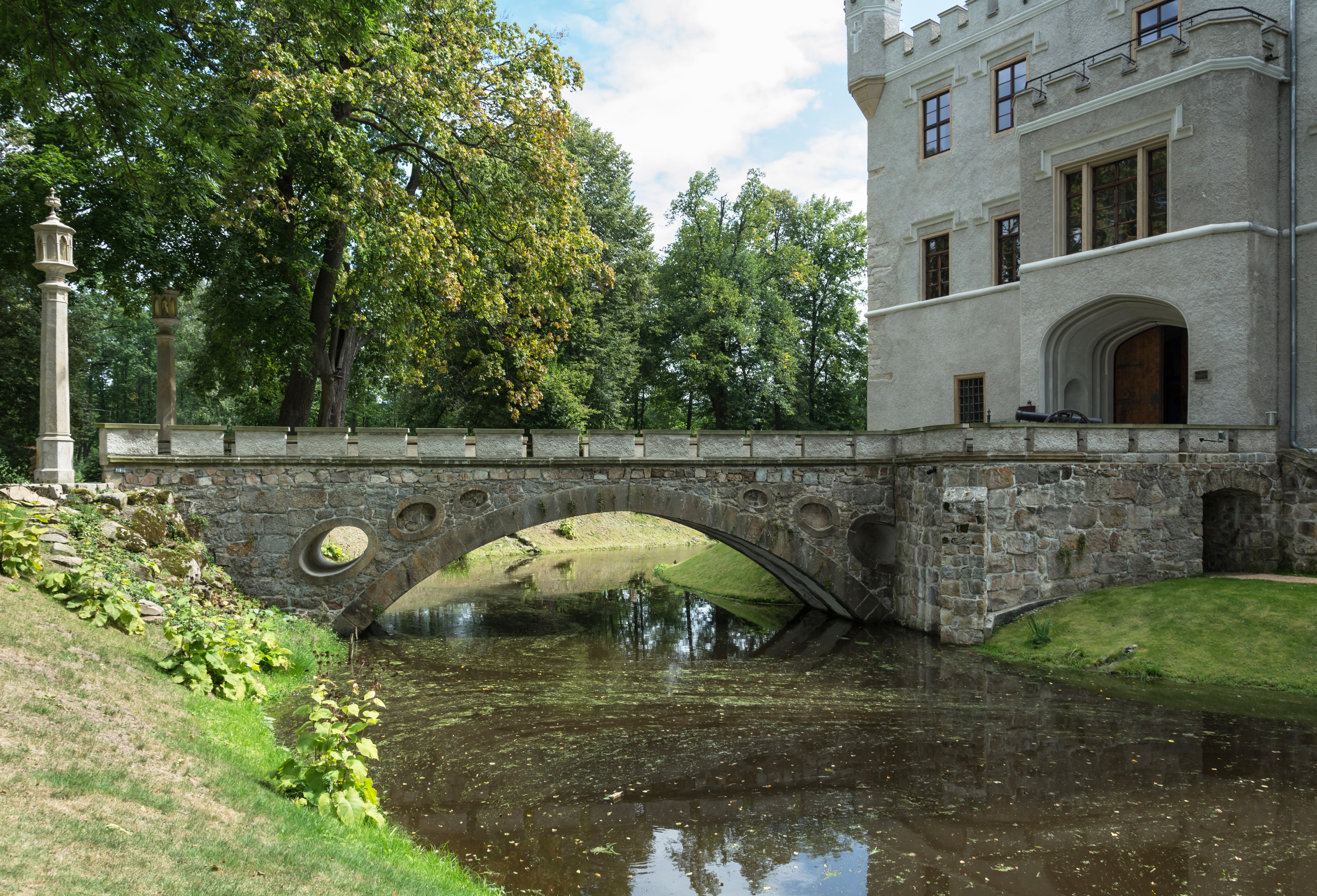
Fosa wokół Zamku w Karpnikach

Fosa, rów forteczny (łac. fossa – rów, kanał) – Zapora fortyfikacyjna w postaci rowu otaczającego całość lub część umocnienia. Rowy (fosy) mogły być wypełnione wodą (mokre) bądź nie (suche). Aby dostać się legalnie do takiej twierdzy, należało opuścić zwodzony most. Fosa to duże utrudnienie dla najeźdźców, gdyż zdecydowanie komplikuje zdobycie obiektu.
Rowy mokre stosowano często w fortyfikacji średniowiecznej, gdzie osłaniały mury obronne zamków itp. 

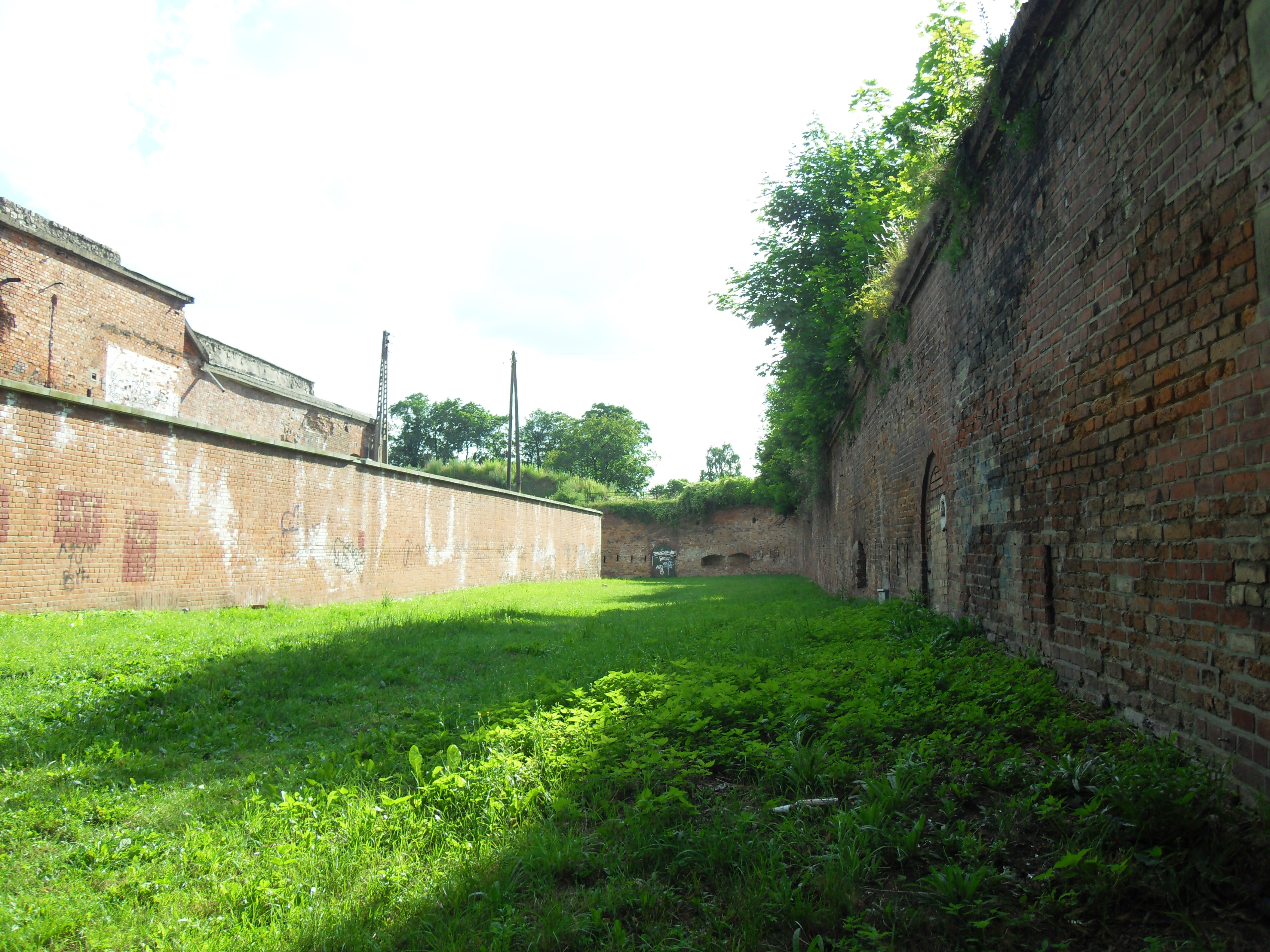
Sucha fosa

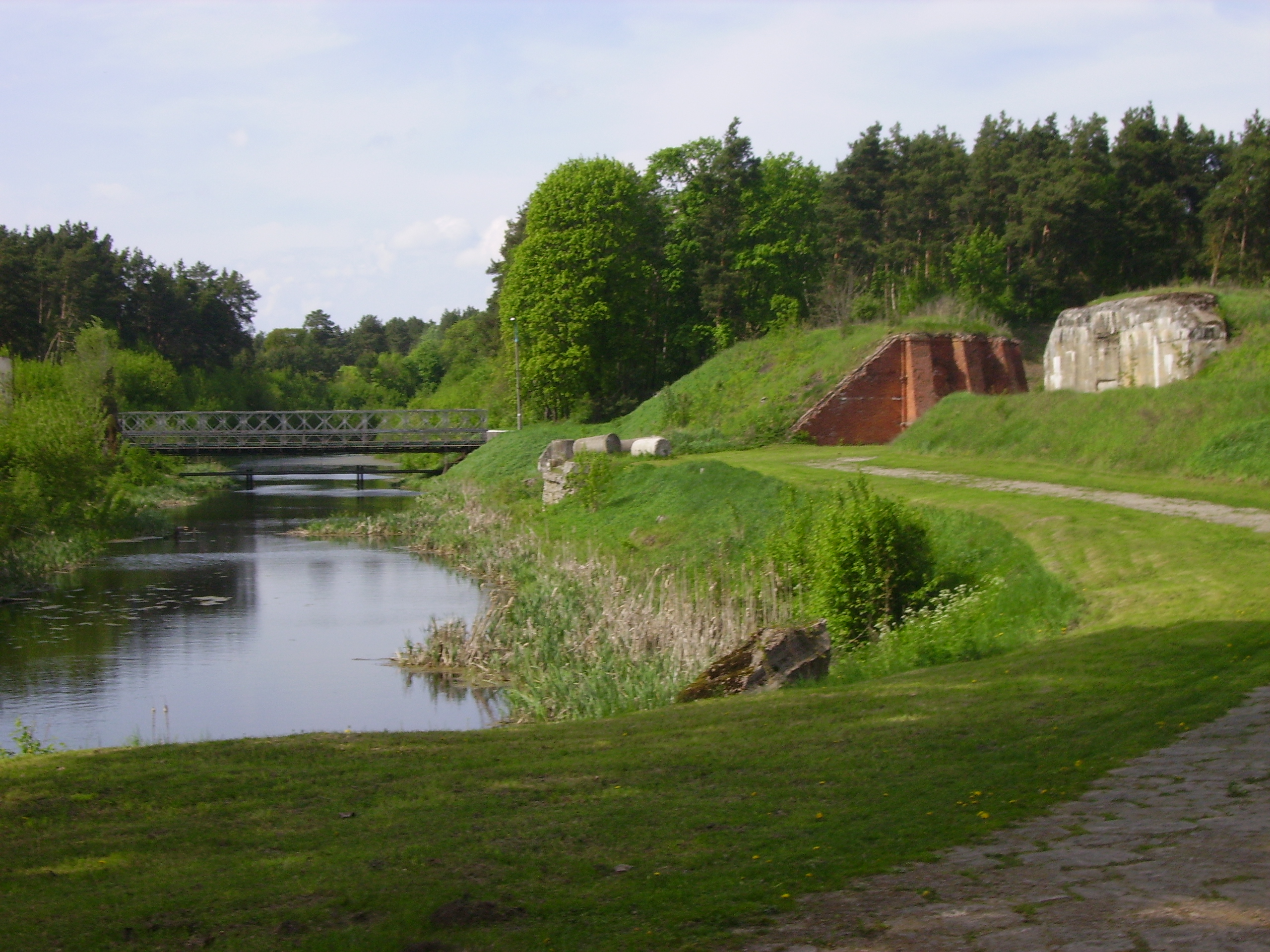
Fragment fosy mokrej Twierdzy Osowiec

W umocnieniach nowożytnych stosowano przeważnie rowy suche; istniały jednak wyjątki od tej reguły powodowane różnymi myślami fortyfikacyjnymi i warunkami hydrologicznymi terenu. Rowy mogły być obmurowane (lub betonowane); tak umocnioną ścianę nazywa się przeciwskarpą, jeżeli położona jest po zewnętrznej stronie rowu, bądź skarpą, jeżeli znajduje się po stronie wewnętrznej. Do obrony fosy wznoszono specjalne dzieła - kojce, kaponiery i galerie strzeleckie (galerie przeciwstokowe). Fosy o profilu trójkątnym były bronione z pozycji strzeleckich na wale. 
W suchej fosie umieszczano często wejście do chodników minerskich. 
W fortyfikacjach XIX i początków XX wieku wyróżniano:
- fosy pełnoprofilowe (o profilu trapezu)
- fosy o spłaszczonym stoku (o profilu trójkątnym)

Był to najpopularniejszy typ przeszkody występujący w fortyfikacjach.
Rowy forteczne dawały również możliwość przygotowania działań zaczepnych w ukryciu; z tego względu po zewnętrznej stronie rowów istniały często (osłonięte przeciwskarpą) drogi kryte. Dno rowu mogły zabezpieczać dodatkowe przeszkody: kraty forteczne, zasieki itp. 
Inne elementy fosy:
- Przedstok (glacis) – część profilu obwodu obronnego znajdująca się na zewnątrz fosy, w postaci obniżenia terenu w kierunku wroga (ewentualnie poprzez sztuczny nasyp z takim obniżeniem), mająca na celu likwidację martwego pola przy obserwacji działań nieprzyjaciela.

Uproszczone formy fos stosowane są do dzisiaj.